# Point d'interrogation
« ? » redirige ici. Pour les autres significations, voir ? (homonymie).
Ne doit pas être confondu avec Point d'ironie.
Un point d'interrogation (?), qui a aussi été appelé point interrogatif[Quand ?], est un signe de ponctuation qui se met à la fin d'une phrase interrogative, à la place du point.
Comme le point d'interrogation finit une phrase, il est suivi d'une majuscule. Il arrive néanmoins qu’on emploie le point d'interrogation sans finir une phrase. À l'oral, ce point d'interrogation correspond à une pause plus courte. Dans ce cas, le point d'interrogation a valeur de virgule, et est suivi d'une minuscule. Exemple : « De quelle couleur était-il ? bleu ? rouge ? vert ? ». Il en va de même lorsque la phrase interrogative est suivie d'une incise, quelle que soit la longueur de celle-ci (« Pourrais-je avoir à boire ? dit-il. Que veux-tu ? répondit la maman qui était en train de parer le gigot. »).
Une virgule d'interrogation a été proposée, mais il s'agit d'un exemple parmi d'autres de signe non retenu.

## Usage

### En français
En France, il est d'usage de placer une espace fine insécable avant le point d'interrogation, ou une espace insécable si la fine n'est pas disponible.
Au Canada, il se place sans espace, directement après la dernière lettre de la phrase, ou avec une espace fine insécable si elle est disponible,.
En Suisse, le code typographique prescrit une espace fine insécable, ou pas d'espace du tout si elle n'est pas disponible.

### Dans les autres langues
En anglais, par exemple, le point d'interrogation se place, sans espace, directement après la dernière lettre de la phrase.

### Typographie
Les considérations typographiques sur le point d'interrogation s'appliquent à tous les signes en deux parties.

## Origine
Le point d'interrogation est retrouvé dans des manuscrits à partir de l'époque carolingienne.
On prétend que ce symbole viendrait de l'abréviation qo du latin quaestio qui signifie « question ». Le « q » minuscule était écrit au-dessus du « o » minuscule et se transforma progressivement en point d'interrogation moderne. Toutefois, cette hypothèse semble dépourvue de toute preuve historique et n'est prise au sérieux par aucun paléographe. Selon une autre hypothèse, le signe trouverait son origine au IXe siècle, sous la forme d'un point suivi d'une sorte de tilde. Le point marquait simplement la fin de la phrase, tandis que le « tilde » représentait l'intonation de la question à l'oral.

## Emploi

### Dans les langues étrangères
Dans certaines langues, comme en espagnol depuis le XVIIIe siècle, la phrase interrogative commence par un point d'interrogation inversé (¿) et se termine par un point d'interrogation classique. Cependant, cette convention orthographique est parfois ignorée en dactylographie rapide.
En grec, le point-virgule est utilisé à la place du point d'interrogation. Ce caractère est codé Unicode à la valeur U+037E. Ayant le même aspect que le point virgule standard (;<>;), cela peut poser un problème en informatique pour les distinguer du point-virgule ; qui est souvent utilisé comme séparateur.
En arabe, où l'on écrit de droite à gauche, le point d'interrogation est retourné : « ؟ ».
Le point d'interrogation est aussi utilisé en chinois, en japonais et en coréen. Il est cependant d'emploi récent en japonais[réf. nécessaire]. En japonais, l'utilisation du point d'interrogation permet de repérer rapidement l'interrogation. En effet, la seule différence entre une affirmation et une question fermée est la présence de la syllabe か (prononcée /ka/) positionnée en fin de phrase. À l'écrit, cette seule syllabe ne permet pas de faire facilement la distinction entre question et affirmation, car ce caractère n'est pas un signe de ponctuation. Comme il n'y a aucune autre différence grammaticale entre affirmation et question fermée en japonais, il faut arriver en fin de phrase pour en déceler le caractère interrogatif. Il arrive parfois que le signe か soit suivi d'un point d'interrogation aujourd'hui, mais il ne remplace jamais la présence de か.

### En mathématiques
- Le point d'interrogation est parfois employé au-dessus du symbole égal pour mettre en doute une égalité. Le caractère Unicode correspondant, ≟, est donné par U+0225F. En MathML c'est l'entité ≟[6].

- La notation ?(x) est utilisée en mathématique pour représenter la fonction « point d'interrogation » de Hermann Minkowski.

### En informatique

#### Obtention du caractère
Le point d'interrogation est représenté en informatique par le caractère Unicode et ASCII 63 ou 0x003F.
Le point d'interrogation inversé correspond au caractère Unicode 191 (0x00BF), et peut être saisi sur certaines versions de Microsoft Windows en maintenant appuyée la touche Alt et en tapant 0 + 1 + 9 + 1 sur le pavé numérique (Alt + 0 + 1 + 9 + 1). Dans les applications GNOME, on peut le saisir en maintenant appuyées les touches Ctrl et Shift et en tapant le code hexadécimal Unicode correspondant au caractère (Ctrl + Shift + 0 + 0 + B + F). Et plus généralement dans X (avec la disposition clavier fr-latin9) on peut le saisir soit en maintenant la combinaison Alt Gr + , soit avec Alt Gr + Shift + ).

#### Utilisation en programmation
Le symbole « ? » a des usages très variés en informatique. Quelques exemples d'utilisation :
- en C, Java, PHP, etc. il est utilisé dans l'opérateur ternaire ?:, qui sert à transcrire des conditions booléennes. Exemple :

```
int n = (x != 0) ? 10 : 20;
```

- il est utilisé dans les expressions rationnelles pour désigner la présence facultative de ce dont il est suffixe. Exemple :

```
"/ab?c/" 
→
 "abc" ou "ac"
```

- dans de nombreux navigateurs Web, « � » permet de représenter un symbole absent de la table de caractères utilisée pour représenter la page ;

- en PHP, le point d'interrogation sert de délimiteur au code PHP. Exemple :

```
<?php
    // instructions
?>
```

### Aux échecs
Aux échecs, en notation algébrique :
- « ? » signale un mauvais coup,
- « ?? » une erreur grossière,
- « ?! » un coup douteux,
- « !? » un coup intéressant.